# Альфонсо, інфант Іспанії
Інфант Альфонсо (повне ім'я: Дон Альфонсо Крістіно Тереса Анхело Франсіско де Асіс і Тодос лос Сантос де Бурбон-Сицилійський, ісп. Don Alfonso Cristino Teresa Ángelo Francisco de Asís y Todos los Santos de Borbón y Borbón Dos-Sicilias; нар. 3 жовтня 1941, Рим, Італія — 29 березня 1956, Ешторіл, Португалія) — молодший син Хуана, графа Барселонського, претендента на іспанський престол, та його дружини — Марії де лас Марседес Бурбон-Сицилійської. Молодший брат колишнього короля Іспанії Хуана Карлоса I, онук короля Альфонса XIII.

## Ранні роки

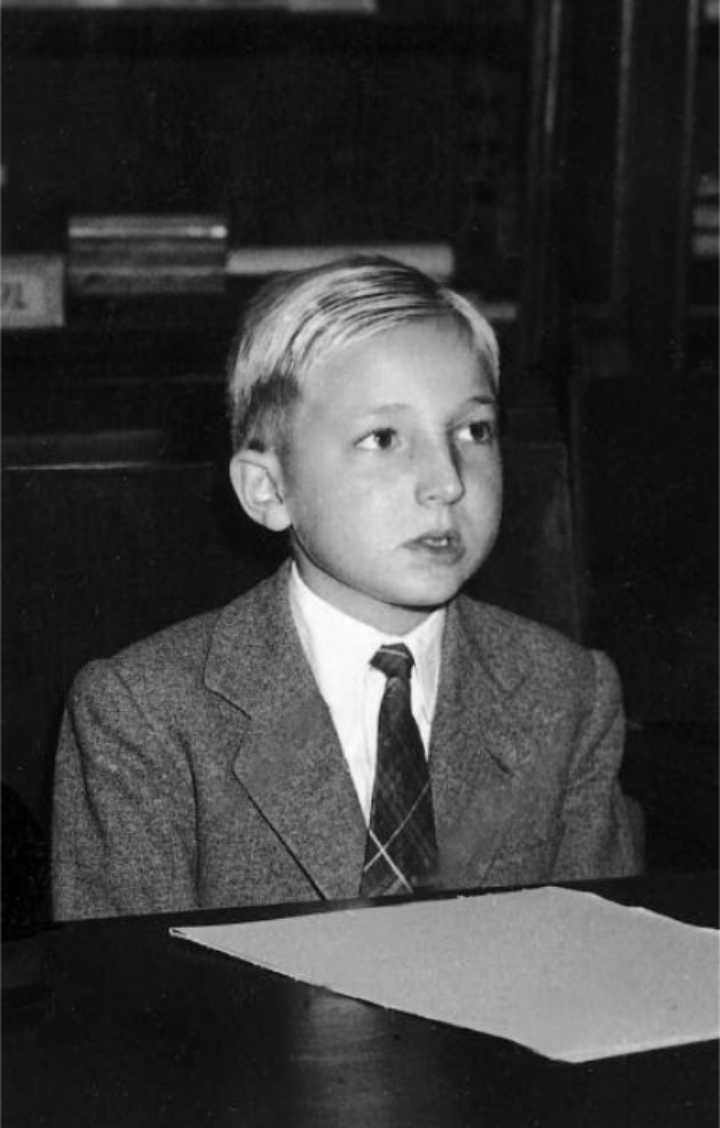
Альфонсо у віці 8 років. Фотографія 1949 року

Альфонсо народився в готелі NH Firenze Anglo American у Римі. Молодший син Хуана, графа Барселонського, претендента на іспанський престол, та його дружини — Марії де лас Марседес Бурбон-Сицилійської. Його хрещеним батьком став інфант Альфонсо, герцог Галлієра, а хрещеною матір'ю — інфанта Марія Крістіна. У сімейному колі був відомий як Альфонсіто (Alfonsito) — так його називали, щоб відрізняти від інших членів іспанської королівської родини з таким же ім'ям.
Коли Альфонсо був немовлям, родина переїхала до Лозанни у Швейцарії, де родина мешкала у віллі Les Rocailles. У лютому 1946 року родина переїхала до Португальської Рив'єри.
1947 року інфант Альфонсо вперше відвідав Іспанію, оскільки його сім'ю запросив тамтешній диктатор Франсіско Франко. 1950 року разом із братом Хуаном Карлосом був відправлений на навчання до Іспанії. Спочатку вони жили у Сан-Себастьяні, де в палаці Мірамар була облаштована приватна школа. У червні 1954 року Франко надав їм палац Ель-Пардо. Пізніше Альфонсо та Хуан Карлос навчалися у військовій академії в Сарагосі.

## Смерть та поховання

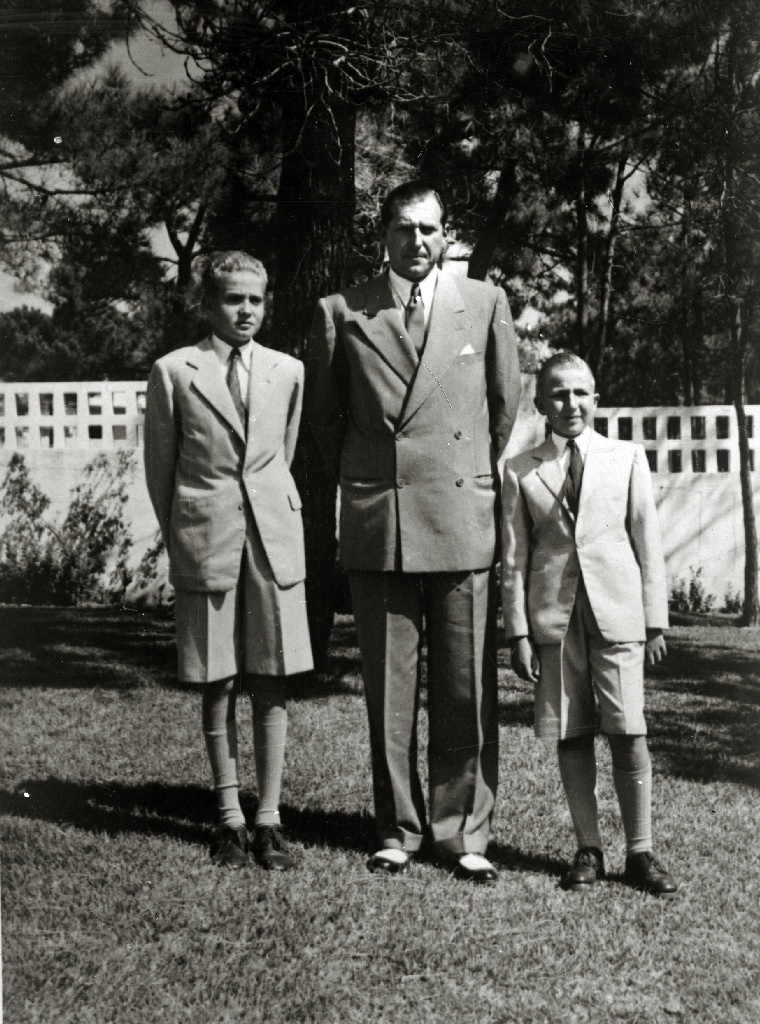
Зліва направо: інфант Хуан Карлос, інфант Хуан, граф Барселонський, та інфант Альфонсо в сімейній резиденції в Ешторілі, Португалія Фотографія 1950 року

Наприкінці березня 1956 року брати Альфонсо та Хуан Карлос перебували у резиденції батьків, у Villa Giralda, в Ешторілі, Португалія, приїхавши на великодні канікули. Увечері Великого четверга, 29 березня 1956 року, вдома інфант Альфонсо був убитий внаслідок вогнепального поранення в голову. Посольство Іспанії в Португалії з цього приводу опублікувало офіційне комюніке:
|  | Коли Його Високість інфант Альфонсо разом із братом чистив револьвер минулого вечора, пролунав постріл, і куля влучила йому в чоло, вбивши його за кілька хвилин. Інцидент трапився о 20:30, після того як інфант повернувся із богослужіння з нагоди Великого четверга, на якому він причащався. |

Раніше того ж дня Альфонсо переміг у місцевому юніорському турнірі з гольфу, потім сходив на вечірню месу і побіг до кімнати, щоб побачити брата Хуана Карлоса, який повернувся із військової школи додому з нагоди канікул. Вважається, що тоді Хуан Карлос почав гратися із револьвером калібру .22, який, імовірно, інфант Альфонсо отримав від генерала Франсіско Франко. Після інциденту в газетах ширилися чутки про те, що в момент пострілу револьвер був у руках Хуана Карлоса.
Оскільки брати були самі в кімнаті, досконало невідомо, як саме інфант Альфонсо був убитий. Проте, як розповідала Жозефіна Кароло, гардеробниця їхньої матері, Хуан Карлос націлив пістолет на Альфонсо і натиснув на спуск, не знаючи, що зброя була заряджена. Бернардо Арнозо, португальський друг Хуана Карлоса, також свідчив, що він вистрелив, не знаючи, що пістолет був заряджений, і додав, що куля зрикошетила від стіни, потрапивши Альфонсові в обличчя. Гелена Матеопулос, грецька авторка, спілкувалася із сестрою Хуана Карлоса, інфантою Пілар, яка сказала, що Альфонсо покинув кімнату, а коли повернувся, то, відчиняючи двері, вдарив ними Хуана Карлоса по руці, що спричинило постріл.
Вважається, що інфант Хуан, граф Барселонський, батько братів, викинув револьвер у море за якийсь час після вбивства інфанта Альфонсо.
Похоронна літургія за інфантом Альфонсо відбулася у Велику Суботу, 31 березня 1956 року; її очолив Фернандо Ченто — Апостольський Нунцій у Португалії. Інфанта поховали на муніципальному кладовищі в Кашкайші. У жовтні 1992 року його перепоховали до Пантеону Інфантів в Ескоріальському монастирі неподалік Мадрида.

## Родовід
|  |                                               |  |  |  |  |  |  |  |  |  |  |  |  |  |  |  |
|  | Альфонсо XII                                  |  |  |  |  |  |  |  |  |  |  |  |  |  |  |  |
|  |                                               |  |  |  |  |  |  |  |  |  |  |  |  |  |  |  |
|  |                                               |  |  |  |  |  |  |  |  |  |  |  |  |  |  |  |
|  | Альфонсо XIII                                 |  |  |  |  |  |  |  |  |  |  |  |  |  |  |  |
|  |                                               |  |  |  |  |  |  |  |  |  |  |  |  |  |  |  |
|  |                                               |  |  |  |  |  |  |  |  |  |  |  |  |  |  |  |
|  | Марія Крістіна Австрійська                    |  |  |  |  |  |  |  |  |  |  |  |  |  |  |  |
|  |                                               |  |  |  |  |  |  |  |  |  |  |  |  |  |  |  |
|  |                                               |  |  |  |  |  |  |  |  |  |  |  |  |  |  |  |
|  | Хуан, граф Барселонський                      |  |  |  |  |  |  |  |  |  |  |  |  |  |  |  |
|  |                                               |  |  |  |  |  |  |  |  |  |  |  |  |  |  |  |
|  |                                               |  |  |  |  |  |  |  |  |  |  |  |  |  |  |  |
|  | Генріх Баттенберг                             |  |  |  |  |  |  |  |  |  |  |  |  |  |  |  |
|  |                                               |  |  |  |  |  |  |  |  |  |  |  |  |  |  |  |
|  |                                               |  |  |  |  |  |  |  |  |  |  |  |  |  |  |  |
|  | Вікторія Євгенія Баттенберзька                |  |  |  |  |  |  |  |  |  |  |  |  |  |  |  |
|  |                                               |  |  |  |  |  |  |  |  |  |  |  |  |  |  |  |
|  |                                               |  |  |  |  |  |  |  |  |  |  |  |  |  |  |  |
|  | Беатриса Великобританська                     |  |  |  |  |  |  |  |  |  |  |  |  |  |  |  |
|  |                                               |  |  |  |  |  |  |  |  |  |  |  |  |  |  |  |
|  |                                               |  |  |  |  |  |  |  |  |  |  |  |  |  |  |  |
|  | Пілар, герцогиня Бадахоська                   |  |  |  |  |  |  |  |  |  |  |  |  |  |  |  |
|  |                                               |  |  |  |  |  |  |  |  |  |  |  |  |  |  |  |
|  |                                               |  |  |  |  |  |  |  |  |  |  |  |  |  |  |  |
|  | Альфонсо Бурбон-Сицилійський, граф ді Казерта |  |  |  |  |  |  |  |  |  |  |  |  |  |  |  |
|  |                                               |  |  |  |  |  |  |  |  |  |  |  |  |  |  |  |
|  |                                               |  |  |  |  |  |  |  |  |  |  |  |  |  |  |  |
|  | Карлос Танкред Бурбон-Сицилійський            |  |  |  |  |  |  |  |  |  |  |  |  |  |  |  |
|  |                                               |  |  |  |  |  |  |  |  |  |  |  |  |  |  |  |
|  |                                               |  |  |  |  |  |  |  |  |  |  |  |  |  |  |  |
|  | Марія Антонієтта Бурбон-Сицилійська           |  |  |  |  |  |  |  |  |  |  |  |  |  |  |  |
|  |                                               |  |  |  |  |  |  |  |  |  |  |  |  |  |  |  |
|  |                                               |  |  |  |  |  |  |  |  |  |  |  |  |  |  |  |
|  | Марія де лас Мерседес де Бурбон-Сицилійська   |  |  |  |  |  |  |  |  |  |  |  |  |  |  |  |
|  |                                               |  |  |  |  |  |  |  |  |  |  |  |  |  |  |  |
|  |                                               |  |  |  |  |  |  |  |  |  |  |  |  |  |  |  |
|  | Філіпп, граф Паризький                        |  |  |  |  |  |  |  |  |  |  |  |  |  |  |  |
|  |                                               |  |  |  |  |  |  |  |  |  |  |  |  |  |  |  |
|  |                                               |  |  |  |  |  |  |  |  |  |  |  |  |  |  |  |
|  | Луїза Орлеанська                              |  |  |  |  |  |  |  |  |  |  |  |  |  |  |  |
|  |                                               |  |  |  |  |  |  |  |  |  |  |  |  |  |  |  |
|  |                                               |  |  |  |  |  |  |  |  |  |  |  |  |  |  |  |
|  | Марія Ізабелла Орлеанська                     |  |  |  |  |  |  |  |  |  |  |  |  |  |  |  |
|  |                                               |  |  |  |  |  |  |  |  |  |  |  |  |  |  |  |
|  |                                               |  |  |  |  |  |  |  |  |  |  |  |  |  |  |  |